# 539 a.C.
Il 539 a.C. (DXXXIX a.C. in numeri romani) è un anno  del VI secolo a.C.

## Eventi
Nella notte fra il 5 e il 6 ottobre la città di Babilonia viene conquistata da Ciro il Grande (Persiano) e il vice-re babilonese Baldassarre, che governava Babilonia per il padre Nabonedo che si trovava in Arabia, viene deposto ed ucciso.